# Trichaptum strigosum
Trichaptum strigosum är en svampart som beskrevs av Corner 1987. Trichaptum strigosum ingår i släktet Trichaptum och familjen Polyporaceae.   Inga underarter finns listade i Catalogue of Life.